# 응답하라
응답하라는 tvN에서 방영되는 대한민국의 텔레비전 드라마 시리즈이다. 부산을 배경으로 90년대 팬덤문화를 소재로 한 응답하라 1997(2012년)을 시작으로 서울 신촌 하숙집을 배경으로 한 응답하라 1994(2013년), 쌍문동 골목길에 다섯 가족을 배경으로 한 응답하라 1988(2015년)까지 제작되었다. '응답하라' 시리즈는 1980~90년대를 배경으로 그 시대의 향수를 다시 느끼게 하는 다양한 에피소드를 담아 높은 시청률과 많은 화제 속에 방영되며 전 국민의 사랑을 받았고, 케이블 드라마의 대표적인 성공작이자 1990년대 재조명 열풍을 이끌어낸 문화 아이콘으로 자리잡았다.

## 시리즈
1. 응답하라 1997
2. 응답하라 1994
3. 응답하라 1988

## 출연진
| 배우   | 시즌              | 시즌              | 시즌              |
| 배우   | 《응답하라 1997》 | 《응답하라 1994》 | 《응답하라 1988》 |
| ------ | ----------------- | ----------------- | ----------------- |
| 배우   | 2012              | 2013              | 2015–2016         |
| 주연   |                   |                   |                   |
| 정은지 | 예                | 1                 |                   |
| 서인국 | 예                | 1                 |                   |
| 신소율 | 예                | 1                 |                   |
| 은지원 | 예                | 1                 |                   |
| 호야   | 예                | 1                 |                   |
| 이시언 | 예                | 1                 |                   |
| 고아라 |                   | 예                |                   |
| 정우   |                   | 예                | 1                 |
| 유연석 |                   | 예                |                   |
| 김성균 |                   | 예                | 예                |
| 손호준 |                   | 예                |                   |
| 바로   |                   | 예                |                   |
| 도희   |                   | 예                |                   |
| 혜리   |                   |                   | 예                |
| 류혜영 |                   |                   | 예                |
| 박보검 |                   |                   | 예                |
| 고경표 |                   |                   | 예                |
| 류준열 |                   |                   | 예                |
| 우현   |                   |                   | 예                |
| 조연   |                   |                   |                   |
| 성동일 | 예                | 예                | 예                |
| 이일화 | 예                | 예                | 예                |
| 송종호 | 예                |                   |                   |
| 노지연 | 예                |                   |                   |
| 정경미 | 예                |                   |                   |
| 김선아 | 예                |                   |                   |
| 윤종훈 |                   | 예                |                   |
| 연준석 |                   | 예                |                   |
| 김중기 |                   | 예                | 예                |
| 송민지 |                   | 예                |                   |
| 육성재 |                   | 예                |                   |
| 조재윤 |                   | 예                |                   |
| 서유리 |                   | 예                |                   |
| 신수연 |                   | 예                |                   |
| 라미란 |                   |                   | 예                |
| 최무성 |                   |                   | 예                |
| 김선영 |                   |                   | 예                |
| 유재명 |                   |                   | 예                |
| 안재홍 |                   |                   | 예                |
| 최성원 |                   |                   | 예                |
| 이민지 |                   |                   | 예                |
| 이세영 |                   |                   | 예                |
| 김설   |                   |                   | 예                |
| 이미연 |                   |                   | 1                 |
| 김주혁 |                   |                   | 1                 |
| 전미선 |                   |                   | 1                 |
| 이종혁 |                   |                   | 1                 |
| 이동휘 |                   |                   | 2                 |

참고 사항
- 1 카메오 출연.
- 2 조연 역할.